# わたなべ麻衣
わたなべ 麻衣（わたなべ まい、1989年9月23日 - ）は、日本のモデル、タレント、女優。出生名および旧芸名は渡部 麻衣（読み同じ）。結婚後の本名はグリーンウッド 麻衣（ぐりーんうっど まい）。広島県広島市佐伯区出身。2025年1月31日までREVIVEに所属していた。

## 略歴
2011年に上京し、サロンモデル活動を経て、ファッション雑誌『ar』（主婦と生活社）の読者モデル「ar girl」として活動。インスタグラムでの人気を受け、「インスタの女神」と名づけられる。頬を膨らませる「ぷぅ顔」でも話題を呼び、テレビドラマにも出演するなど、女優としても活動している。以前は、株式会社バグジーヒーローズクラブに所属していた。
2018年からびょーと名付けたアビシニアンとペルシャのミックス猫（メス）を飼っている。
2019年6月26日、タレントのJOYと結婚。プロポーズは同年4月15日でJOYの誕生日。2020年6月10日、第1子を妊娠したことを報告。2020年10月19日、第1子長女を出産。
2025年1月31日、REVIVEを契約満了に伴い退所し、夫・JOYが所属するGrickへ移籍したことを発表した。

## 出演

### 情報番組
- ZIP!（2019年4月 - 、日本テレビ） - 「流行ニュース キテルネ!」リポーター
- 「ビューティ ザ バイブル」(2019年12月-amazonプライムビデオ） - MC [13]
- そうだSNSで旅にでよう ＃広島新定番スポット（2020年3月14日、テレビ新広島） - MC

### テレビドラマ
- 植物男子ベランダー Season3（2016年、NHK BSプレミアム） - 篠原花梨 役[14]
- 岐阜にイジュー! 第8話（2017年、メ〜テレ） - 恭子 役
- 幸色のワンルーム（2018年、朝日放送テレビ） - 谷本香奈実 役
- 恋とか愛とか（仮）〜広島×沖縄 美ら海をこえて「あくがりぬ男」〜（2019年3月29日、広島ホームテレビ） - 里美 役
- ラストマン-全盲の捜査官- 第5話（2023年5月21日、TBSテレビ） - ナオン 役[15]

## 書籍
単行本
- わたなべ麻衣 STYLEBOOK She is my girl（2016年10月14日、主婦と生活社）ISBN 978-4391149678[16]

写真集
- every moment（2018年11月16日、講談社、撮影：桑島智輝）ISBN 978-4065134986

雑誌
- ar（2014年 - 、主婦と生活社）

## 連載
- 猫ちゃん撮影に密着!わたなべ麻衣×びょーちゃん短期集中連載（2019年2月、HOMINIS）[1]